# Runavík (îles Féroé)
Pour les articles homonymes, voir Runavík.
Runavík est un important port de pêche des Îles Féroé situé au sud de l'île d'Eysturoy. Il fut fondé en 1916 par Hans Tausen, mais la ville ne prendra ce nom qu'en 1936. Il est le chef de la commune de Runavík.